# 沙窑乡
沙窑乡，是中华人民共和国河南省新乡市辉县市下辖的一个乡镇级行政单位。

## 行政区划
沙窑乡下辖以下地区：
沙窑村、水折窑村、南窑村、北沙水村、南沙水村、中腊江村、水磨村、南坪村、郭亮村、井郊村、岭西村、石门郊村、涧顶村、后庄村、新庄村、白庙村、小井村和金牛寺村。